# Kevyn de Assis Santos Campos
Kevyn de Assis Santos Campos (Rio de Janeiro, nascido em 16 de agosto de 2006), conhecido apenas como Kevyn, é um futebolista brasileiro que atua como Atacante, atualmente joga no Londrina.

## Carreira

### Estreia profissional
Kevyn estreou profissionalmente atuando pelo Londrina no dia 12 de janeiro de 2025, na vitória por 2 a 0 de sua equipa contra o Coritiba, em partida válida pelo Campeonato Paranaense. O atleta ainda não marcou gols no futebol profissional.

## Títulos
- Bahia

Campeonato Baiano sub-20: 2024